# A Ferencvárosi TC 1903-as szezonja
A Ferencvárosi TC 1903-as szezonja szócikk a Ferencvárosi TC első számú férfi labdarúgócsapatának egy szezonjáról szól, mely összességében és sorozatban is a 3. idénye volt a csapatnak a magyar első osztályban. A klub fennállásának ekkor volt a 4. évfordulója.

## Mérkőzések
| Színmagyarázat | Színmagyarázat |
| -------------- | -------------- |
|                | Győzelem.      |
|                | Döntetlen.     |
|                | Vereség.       |

### Bajnokság (I. osztály) 1903
| 1903. február 8. |

| Ferencváros | 1 – 1       | Postás SE |
| ----------- | ----------- | --------- |
| Pokorny     | Jegyzőkönyv |           |

| Budapest |

| 1903. február 22. |

| 33 FC | 1 – 5       | Ferencváros          |
| ----- | ----------- | -------------------- |
|       | Jegyzőkönyv | Pokorny Braun Borbás |

| Budapest |

| 1903. március 1. |

| Ferencváros  | 3 – 1       | MTK |
| ------------ | ----------- | --- |
| Braun Kovács | Jegyzőkönyv |     |

| Millenáris, Budapest |

| 1903. március 15. |

| Magyar AC | 0 – 6       | Ferencváros                |
| --------- | ----------- | -------------------------- |
|           | Jegyzőkönyv | Pokorny Braun Berán Kovács |

| Budapest |

| 1903. március 22. |

| Ferencváros   | 2 – 0       | Magyar ÚE |
| ------------- | ----------- | --------- |
| Weisz Pokorny | Jegyzőkönyv |           |

| Millenáris, Budapest |

| 1903. március 25. |

| Budapesti TC | 3 – 1       | Ferencváros |
| ------------ | ----------- | ----------- |
|              | Jegyzőkönyv | Berán       |

| Millenáris, Budapest |

| 1903. május 24. |

| Ferencváros              | 8 – 1       | Törekvés SE |
| ------------------------ | ----------- | ----------- |
| Pákay Berán Kovács Braun | Jegyzőkönyv |             |

| Budapest |

| 1903. október 4. |

| Ferencváros | 1 – 2       | Budapesti TC |
| ----------- | ----------- | ------------ |
| Pokorny     | Jegyzőkönyv |              |

| Millenáris, Budapest |

| 1903. október 18. |

| Törekvés SE | 0 – 14      | Ferencváros               |
| ----------- | ----------- | ------------------------- |
|             | Jegyzőkönyv | Braun Borbás Kovács Weisz |

| Budapest |

| 1903. október 25. |

| Ferencváros | 0 – 0               | 33 FC |
| ----------- | ------------------- | ----- |
|             | (0 – 0) Jegyzőkönyv |       |

| Budapest |

- Az eredeti 5–2-es eredményt megsemmisítették. A két pontot a 33 FC kapta, 0–0-s gólkülönbséggel. Gólszerzők: Pokorny  , Borbás , Gorszky , Weisz .

| 1903. november 1. |

| Ferencváros                  | 5 – 1       | Magyar AC |
| ---------------------------- | ----------- | --------- |
| Weisz Pokorny Gorszky Kovács | Jegyzőkönyv |           |

| Budapest |

| 1903. november 8. |

| Postás SE | 1 – 2       | Ferencváros   |
| --------- | ----------- | ------------- |
|           | Jegyzőkönyv | Pokorny Weisz |

| Budapest |

| 1903. november 22. |

| MTK | 0 – 3       | Ferencváros  |
| --- | ----------- | ------------ |
|     | Jegyzőkönyv | Weisz Borbás |

| Budapest |

#### A végeredmény
| #  | Csapat          | M  | GY | D | V  | G+ – G– | GK  | P  | Megjegyzések |
| -- | --------------- | -- | -- | - | -- | ------- | --- | -- | ------------ |
| 1. | FTC (B)         | 14 | 10 | 1 | 3  | 51–11   | +40 | 21 | Bajnokcsapat |
| 2. | BTC             | 14 | 8  | 3 | 3  | 34–9    | +25 | 19 |              |
| 3. | MTK             | 14 | 9  | 0 | 5  | 41–17   | +24 | 18 |              |
| 4. | Postás SE       | 14 | 7  | 3 | 4  | 28–12   | +16 | 17 |              |
| 5. | 33 FC           | 14 | 6  | 3 | 5  | 23–32   | −9  | 15 |              |
| 6. | MÚE             | 14 | 5  | 1 | 8  | 12–25   | −13 | 11 |              |
| 7. | MAC             | 14 | 4  | 1 | 9  | 19–40   | −21 | 9  |              |
| 8. | Törekvés SE (K) | 14 | 1  | 0 | 13 | 6–68    | −62 | 2  | II. osztály  |

Forrás: Mező Ferenc: Futball adattár ISBN 963 7543 58 9 
A rangsorolás alapszabályai: 1. összpontszám, 2. egymás elleni eredmények összpontszáma, 3. gólkülönbség, 4. szerzett gólok száma.
(B): Bajnokcsapat, (K): Kieső csapat, (F): Feljutó csapat, (I): Kupainduló, (R): A rájátszás győztese, (KGY): Kupagyőztes

### Challenge Kupa
| 1903. május 3. |

| Wiener AC | 5 – 1       | Ferencváros |
| --------- | ----------- | ----------- |
|           | Jegyzőkönyv | Pokorny     |

| Bécs |

### Egyéb mérkőzések
| 1903. május 17. |

| FTC, MFC vegyes | 5 – 0       | Wiener FC            |
| --------------- | ----------- | -------------------- |
|                 | Jegyzőkönyv | Kovács Pokorny Weisz |

| Millenáris, Budapest |

| 1903. szeptember 27. |

| Ferencváros     | 2 – 1       | Cricketer |
| --------------- | ----------- | --------- |
| Deutsch Gorszky | Jegyzőkönyv |           |

| Millenáris, Budapest |

- A mérkőzés félbeszakadt.

| 1903. december 6. |

| Ferencváros | 1 – 1       | 33 FC |
| ----------- | ----------- | ----- |
| Pokorny     | Jegyzőkönyv |       |

| Budapest |

| 1903. december 13. |

| Ferencváros          | 3 – 0       | 33 FC |
| -------------------- | ----------- | ----- |
| Pokorny Bródy Kovács | Jegyzőkönyv |       |

| Budapest |

## Külső hivatkozások
- A csapat hivatalos honlapja (magyarul)
- Az 1903-as szezon menetrendje a tempofradi.hu-n (magyarul)